# 서천청절사
청절사(淸節祠)는 대한민국 충청남도 서천군에 위치한 사당으로 비인면 남당리 마을 입구에서 우측으로 난 소로를 따라 1.5km 정도 가면 청절사가 있다.

## 개요
청절사(淸節祠)는 유기창(兪起昌)을 주벽으로 하여 여림(汝霖), 홍(泓), 황(榥), 계(棨)등 기계유씨가의 인물을 배향한 사우로써 숙종 36년(1710)에 창건되었다가 고종 5년(1868)에 훼철되었다. 훼철 후 이 지방 유림들의 공론에 의해 고종 29년(1892)에 설단 제향하다가 1933년 현재의 상태로
중건하였으며 1975년에 개축하였다. 기계유씨의 비인 입향은 유기창이 진도유배에서 풀려나 관직에 나가지 않고 이곳에 은거하면서부터 비롯되었고 통박골이라는 명칭 또한 유기창의 어머니인 박씨가 이곳에 묻히면서 박씨로 통한다라고 하여 통박골이라 불리게 되었다.
처음에는 서호(西湖) 유기창(兪起昌)과 그의 아들 정당(正堂) 여림(汝霖)만을 제향하다가 1743년(영조 19)에 서호의 증손인 송당(松塘) 홍(泓), 영조 21년(1745)에 6세손 시남(市南) 계(棨)를, 그리고 정조 14년(1790)에 6세손 봉주(鳳洲) 황(榥)을 차례로 배양, 현재는 모두 5위를 모시고 있다. 유적의 현황은 정면 3칸 측면 2칸의 사우는 맞배지붕으로 내부에는 5위의 위패가 봉안되어 있고, 내삼문은 3칸의 솟을대문형태다. 사우의 뒤편에는 1899년 설단했던 5위의 단비가 있다. 재실 겸 강당으로 사용되는 모청재(慕淸齋)는 정면 3칸 측면 1칸의 맞배지붕이고, 그 옆에는 1936년에 세워진‘후손진무모현의비(後孫鎭戊慕賢義碑)’가 있다.
2008년 4월 10일에 충청남도 지정 문화재자료 제399호로 지정되었다.